# Hasarius mulciber
Hasarius mulciber är en spindelart som beskrevs av Eugen von Keyserling 1881. Hasarius mulciber ingår i släktet Hasarius och familjen hoppspindlar. Inga underarter finns listade i Catalogue of Life.